# Bashkonia franconica
Bashkonia franconica (лат.) — ископаемый вид двукрылых насекомых, единственный в составе рода † Bashkonia из семейства † Nadipteridae. Обнаружен в триасовых отложениях Германии (Röt Formation, Анизийский ярус, Нижняя Франкония, Бавария, около 245 млн лет).

## Описание
Мелкие двукрылые насекомые. Длина крыла — 3,5 мм. Крылья удлинённые, птеростигма крупная. Поперечная жилка sc-r далеко от начала Rs. Изгиб жилки R длинный и неглубокий, в отличие от длинного слияния M+CuA; аркулус наклонный; вилка R2+3 короткая и широкая; Rs относительно длинная, более 2/3 длины крыла; вилка R4+5 длиннее в 10 раз стержня R4+5. Разветвление M происходит перед разветвлением Rs, около середины крыла. Вершина CuA ближе к вершине R1, чем к вершине Sc; CuP входит в край около середины крыла, сильно отклоняясь от CuA в его дистальной 1/4. Новый род отличается от обоих других родов Nadipteridae, Nadiptera и Tanus по положению sc-r (ближе к началу Rs, чем к вершине Sc у Nadiptera и Tanus), более короткой Rs и по CuA, которая более длинная (ближе к уровню вершины Sc, чем к вершине R1) и изогнута около mcu. Новый род имеет общие с Nadiptera ложные жилки fv между секторами R и M и CuP, сильно дивергирующей от CuA. Также его жилкование сходно с Tanus (фуркация M и вершина CuP на средней части длины крыла и rm проксимальнее m-cu).

## Систематика и этимология
Вид Bashkonia franconica был впервые описан по отпечатку крыла в 2021 году российским палеоэнтомологом Еленой Д. Лукашевич (Палеонтологический институт имени А. А. Борисяка РАН, Москва). Близок к родам † Nadiptera и † Tanus из вымершего семейства † Nadipteridae, близкое к современному семейству Ptychopteridae. Один из древнейших представителей отряда двукрылых. Bashkonia назван в честь Алексея Башкуева, коллектора и специалиста по триасовым насекомым. Видовой эпитет B. franconica происходит от имени типового места обнаружения.
- Подотряд Nematocera
  - Инфраотряд Nadipteromorpha
    - Семейство † Nadipteridae Lukashevich, 1995
      - Род † Bashkonia Lukashevich, 2021
        - † Bashkonia franconica Lukashevich, 2021

      - Род † Nadiptera Lukashevich, 1995
        - † Nadiptera anachrona Lukashevich, 1995
        - † Nadiptera kaluginae Lukashevich, 1995
        - † Nadiptera pulchella Lukashevich, 1995

      - Род † Tanus Krzemiński & Krzemińska, 2003
        - † Tanus triassicus Krzeminski & Krzeminska, 2003